# Joe Jacobson
Joe Jacobson (* 17. listopadu 1986) je velšský fotbalový obránce a bývalý mládežnický reprezentant v kategorii U21. Narodil se v Cardiffu a v roce 2006 začal hrát za Cardiff City FC. Stal se prvním britským židovským profesionálním fotbalistou za více než 25 let. V letech 2007 až 2009 hrál za Bristol Rovers FC, následně do roku 2011 působil v klubu Oldham Athletic AFC. Téhož roku krátce působil v Accrington Stanley FC, odkud přešel do Shrewsbury Town FC. V roce 2014 začal hrát za Wycombe Wanderers FC.